# Светлина от миналото
„Светлина от миналото“ (на английски: Blast from the Past) е американски игрален филм (комедия) от 1999 година на режисьора Хю Уилсън, по сценарий на Бил Кели и Хю Уилсън. Музиката е композирана от Стив Дорф. Филмът излиза на екран на 12 февруари 1999 г.

## Актьорски състав
| Актьор             | Роля         |
| ------------------ | ------------ |
| Брендън Фрейзър    | Адам Уебър   |
| Алисия Силвърстоун | Ева Ръстикоф |
| Кристофър Уокън    | Калвин Уебър |
| Сиси Спейсик       | Хелън Уебър  |
| Дейв Фоли          | Трой         |
| Джоуи Слотник      | Мелчър       |
| Рекс Лин           | Дейв         |

## В България
В България филмът е излъчен по bTV на 24 февруари 2003 г. в понеделник от 20:15 ч. със субтитри на български език до 26 ноември 2017 г. Преводът е на Боряна Богданова, а редактор е Георги Доков.
На 2 май 2018 г. се излъчва по bTV Comedy с войсоувър дублаж на студио VMS. Екипът се състои от:
| Преводач            | Боряна Петрова-Дешева                                                |
| Тонрежисьор         | Венелин Николов                                                      |
| Режисьор на дублажа | Радослав Рачев                                                       |
| Озвучаващи артисти  | Ева Демирева Ася Рачева Стефан Димитриев Мартин Герасков Илиян Пенев |